# Огуз (курган)

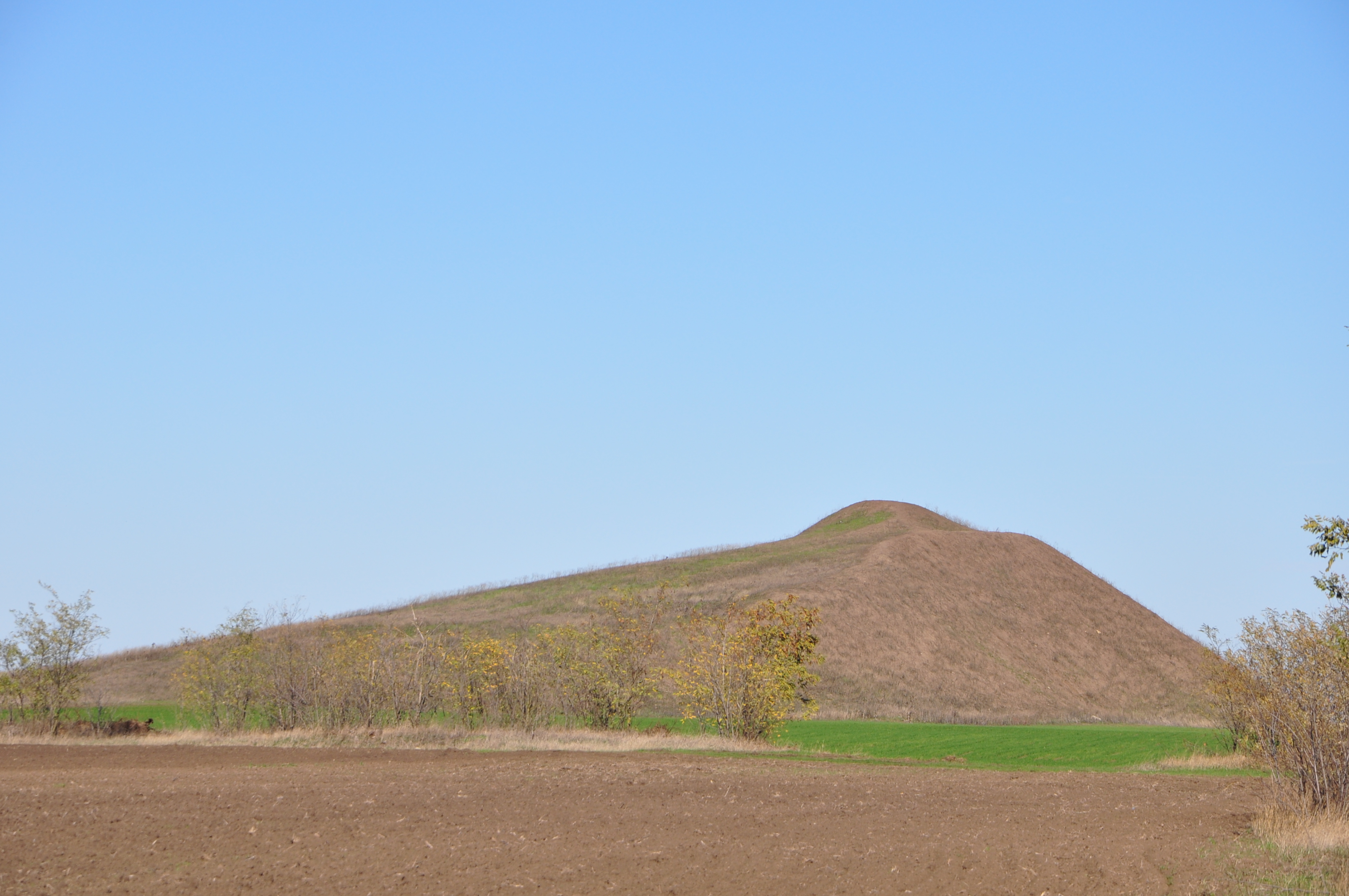
Курган Огуз. Современный вид

Огу́з — скифский курган IV века до н. э. у посёлка Нижние Серогозы Херсонской области Украины.

## Общие сведения
Самый крупный курган причерноморской степи. Создан в 330—310 годы до нашей эры. В разное время исследовался археологами Николаем Веселовским (1891-94 г.г.), Вадимом Ротом (1902 г.), Александром Лесковым (1972 г.) и Юрием Болтриком (1979-81 г.г.).
По мнению некоторых исследователей, курган с большой вероятностью является местом захоронения потомка скифского царя Атея.
Найденные в ходе исследований артефакты хранятся в скифских коллекциях Эрмитажа (Россия) и Национального музея драгоценностей Украины.

## Результаты раскопок
В результате изучения кургана Огуз было установлено, что он содержал три могилы, ограбленные ещё в древности. Центральная из них представляла сложное сооружение — в большой яме был возведён каменный склеп боспорского типа, к которому вёл длинный (35 м) дромос, выдолбленный в материковой породе.
Среди вещей, которые уцелели, найдены золотые скифские и серебряные фракийские украшения — уздечки, принадлежащие более чем 24 лошадям. Сохранились также детали катафалка, костяные аппликации саркофага, посуда, около шести тысяч золотых украшений. В том числе, серьга в виде сфинкса с негроидным лицом, пластинки с изображением персонажей античной мифологии — Афины, Аполлона, Геракла, Горгоны.

## Особенности захоронения
Огуз по своему расположению и устройству занимает промежуточное положение между скифскими и боспорскими курганами. Это обосновывается, во-первых тем, что географически он из ряда скифских курганов-гигантов ближайший к Боспорскому царству, во-вторых, тем, что в нём присутствуют как элементы скифского погребального обряда (сложные подземелья, лошадиные могилы, кольцевой ров и т. п.), так и элементы боспорской погребальной традиции (каменный склеп, деревянные саркофаги).